# Baschleiden
Baschleiden (en luxemburguès: Baschelt; en alemany:  Baschleiden) és una vila de la comuna de Boulaide, situada al districte de Diekirch del cantó de Wiltz. Està a uns 39 km de distància de la ciutat de Luxemburg.